# Combate de Perecué
O Combate de Perecué, também conhecida como Batalha da Ilha Tayí, foi um conflito armado ocorrido durante a Guerra do Paraguai. As tropas do general paraguaio Bernardino Caballero lançaram incursões ao estilo de guerrilha sobre o acampamento aliado que se achava na zona de Tayí, perto da Fortaleza de Humaitá. O Duque de Caxias, Luís Alves de Lima e Silva, que substituiu Bartolomé Mitre no comando supremo das tropas aliadas, inteirou-se da presença paraguaia na zona e preparou um contra-ataque sobre seus inimigos,  falhando nesta ação que resultou em uma vitória pírrica dos paraguaios.

## Antecedentes
Depois da Batalha de Curupaiti, com resultado quase catastrófico para as forças aliadas, geraram-se rebeliões nas províncias da Argentina, contrárias à guerra. Ademais, muitos pediam a substituição do general Bartolomé Mitre, a quem culpava-se pela péssima condução aliada da campanha. O mesmo Duque de Caxias disse certa vez: "Eu não sei como eu sigo as ordens deste homem (Mitre) que pode ser qualquer coisa, exceto um soldado". Caxias assumiu o comando dos Exércitos Aliado após a partida de Mitre e continuou a sangrenta Campanha de Humaitá.
Os paraguaios, com suas forças enfraquecidas, eram incapazes de apresentar grandes batalhas. O Marechal Francisco Solano López, presidente do Paraguai, então iniciou uma resistência baseada em guerrilhas e incursões rápidas, as quais proporcionaram vitórias ao Exército Paraguaio. Destacou-se nestas ações o general Bernardino Caballero, quem obteve significantes triunfos junto a seus homens na Batalha de Tuyú Cué e no Combate de Ombú (1867). 

## A batalha
Em 3 de outubro de 1867, Bernardino Caballero saiu de Humaitá com uns 800 ginetes rumo a San Solano, para lançar-se de surpresa sobre as forças brasileiras, debilitando o flanco direito dos aliados. O Duque de Caxias compreendeu o plano paraguaio e estava preparando uma lição aos insolentes ginetes guaranis. 
Nas proximidades de Ilha Tayí, encontrava-se uma grupo avançado paraguaio protegidos por um destacamento comandado pelos capitães José González e Pascual Urdapilleta. A infantaria brasileira lançou-se sobre eles, começando assim a batalha. Os guaranis resistiram, recebendo reforços do Major Saturnino Viveros, que tinha-se destacado na Batalha de Pehuajó, também conhecida como Corrales. A cavalaria de Bernardino Caballero, junto a seus oficiais Valois Rivarola e Antonio Olavarrieta, chegou ao resgate do destacamento paraguaio, esmagando os atacantes. Neste intervalo de tempo, Caxias já tinha organizado uma força para atacar a cavalaria paraguaia. Caballero, ao ver os soldados brasileiros, uns três regimentos de cavalaria e dois de infantaria, aproximando-se perigosamente de sua posição, ordenou ao Major Viveros que se mantivesse no destacamento, enquanto ele iria com seus ginetes ao encontro dos inimigos.
Os aliados lançaram o primeiro ataque, mas foram repelidos com uma carga impetuosa de cavalaria com sabres. Eles tentaram um segundo ataque, lá os paraguaios esperaram por eles e foram recebidos com fogo dos mosquetes. Caballero viu a oportunidade de contra-atacar e se lançou na vanguarda brasileira, que fugiu de sua artilharia. Caxias, irritado, enviou três regimentos de infantaria para reforçar seus homens, severamente açoitados. Os paraguaios se desorganizaram, mas Bernardino Caballero, com a ajuda de Rivarola e Olavarrieta, conseguiu recompor suas linhas e lançou um novo contra-ataque. As tropas de Caxias desta vez fugiram em definitivo.

Apesar da vitória, os paraguaios abandonaram a posição, deixando apenas os destacamentos de González e Urdapilleta com alguns reforços. Caxias, embora aborrecido, sabia que era apenas um pequeno contratempo. Ele teria a oportunidade, no entanto, de se vingar na Batalha de Tatayibá, derrotando de forma definitiva a cavalaria de Bernardino Caballero.